# Levrasjön
Levrasjön este o arie protejată (arie specială de conservare — SAC, sit de importanță comunitară — SCI) din Suedia întinsă pe o suprafață de 273,5 ha, integral pe uscat.

## Localizare
Centrul sitului Levrasjön este situat la coordonatele 56°06′21″N 14°29′30″E / 56.1057°N 14.4916°E.

## Înființare
Situl Levrasjön a fost declarat sit de importanță comunitară în ianuarie 2002 pentru a proteja 1 specie de animale. Situl a fost protejat și ca arie specială de conservare în martie 2011.

## Biodiversitate
Situată în ecoregiunea continentală, aria protejată conține 1 habitat natural: Ape puternic oligomezotrofe cu vegetație bentonică cu Chara spp..
La baza desemnării sitului se află o specie protejată de  pești: zvârluga (Cobitis taenia).